# Knebel Sogn
Knebel Sogn er et sogn i Syddjurs Provsti (Århus Stift).
I 1800-tallet var Rolsø Sogn anneks til Knebel Sogn. Begge sogne hørte til Mols Herred i Randers Amt. Knebel-Rolsø sognekommune blev ved kommunalreformen i 1970 indlemmet i Ebeltoft Kommune, som ved strukturreformen i 2007 indgik i Syddjurs Kommune.
I Knebel Sogn ligger Knebel Kirke.
I sognet findes følgende autoriserede stednavne:
- Knebel (bebyggelse, ejerlav)
- Knebel Bro (bebyggelse)
- Knebel Vig (vandareal)
- Lynge (bebyggelse, ejerlav)
- Skellerup (bebyggelse, ejerlav)
- Strenderup (bebyggelse)